# Federico Mercati
Federico Alfredo Mercati (nacido en agosto de 1976) es un deportista argentino de la motonáutica.
Mercati llegó a convertirse en campeón argentino de Jet Ski corriendo para el equipo Motosplash en el año 1994. También fue campeón Argentino y Sudamericano desde el año 1995 hasta 1997 . Desde comienzos de los años 1994 Mercati ha participado en casi todas las fechas del campeonato argentino de Jet ski y Motos de agua, para las cuales demostró grandes destrezas especialmente las competencias disputadas en  los mares Argentinos y Uruguayos.
En el año 1996 participó del mundial en los EE. UU. disputado en Lake Havasu , Arizona.
Actualmente empresario y político, se presentó como candidato a diputado nacional en las Elecciones presidenciales de 2007 en Argentina, junto al candidato a presidente Jorge Sobisch, dice interesarse en la política para posicionar al deporte argentino en el mundo.
- Datos: Q5857736